# Fitzwilliam Darcy
Fitzwilliam Darcy is een romanpersonage en de mannelijke protagonist uit Jane Austens in 1813 gepubliceerde roman Pride and Prejudice.

## Rol in het verhaal

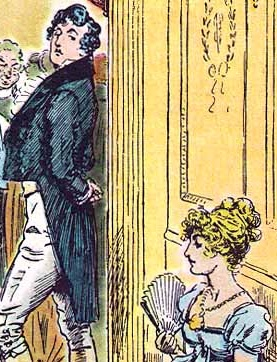
"Darcy and Elizabeth" door C.E. Brock, 1895

Mr. Darcy is een goede vriend van de welgestelde Mr. Charles Bingley, die hij in Cambridge heeft leren kennen en die het landgoed Netherfield in de buurt van de familie Bennet betrekt. De familie Bennet is een gezin uit de gegoede Engelse middenklasse rond 1800 bestaand uit vader, moeder en vijf dochters, aan het begin van het boek in leeftijd variërend van 15 tot 22 jaar. In het boek is Mr. Darcy de ultieme "upper-class"-gentleman.
Enerzijds is hij zeer goedgemanierd en weet hij hoe hij vrouwen moet behagen, anderzijds is Mr. Darcy erg stug, gesloten en weet hij niet altijd even goed met zijn gevoelens om te gaan. Hij heeft er moeite mee zich tegenover de "lagere klasse" een houding te geven. Toch wordt hij door veel vrouwelijke personages uit de roman beschouwd als "de ideale man", vooral vanwege zijn royale inkomen (van meer dan £10.000 per jaar), hoge sociale status en het feit dat hij eigenaar is van het grote landgoed Pemberley en in Derbyshire een zeer belangrijk man is.
Darcy wordt tijdens een bal voorgesteld aan de familie Bennet. Jane, de oudste dochter, wordt direct opgemerkt door Darcy's vriend Bingley. Elizabeth wordt door Sir William Lucas, een van de notabelen uit het dorp, gekoppeld aan Darcy maar die voelt er niets voor met haar te dansen en weigert. Hij maakt tegenover Bingley een beledigende opmerking over Elizabeth, die zij hoort ("She is tolerable, but not handsome enough to tempt me"), en vanaf dat moment heeft Elizabeth haar mening over de arrogante en stugge Darcy gevormd. Wanneer Elizabeth van Darcy's aartsvijand, George Wickham, bijzonder slechte verhalen over Darcy hoort, staat Elizabeths mening helemaal vast: ze heeft een grondige hekel aan Darcy.
Darcy en Elizabeth komen elkaar vaker tegen, dansen uiteindelijk toch een keer samen op een bal en Darcy wordt verliefd op haar. Tijdens een bezoek van Elizabeth aan haar beste vriendin Charlotte in Kent vraagt Darcy haar ten huwelijk, ondanks alle bedenkingen die hij heeft over haar afkomst, haar lage stand en haar familieleden die zich soms schandelijk gedragen. Al deze bedenkingen uit hij tijdens zijn aanzoek, waardoor hij Elizabeth alleen nog maar meer tegen zich in het harnas jaagt. Zij wijst hem dan ook bits af en gooit hem verwijten voor de voeten.
Darcy verdedigt zich door de feiten waarover Elizabeth hem verwijten maakte (onder meer zijn rol in de zogenaamde ondergang van Wickham) in een lange brief uiteen te zetten. Zij leest de brief met stijgende verbazing en moet tot haar schaamte toegeven dat ze Darcy volledig verkeerd heeft ingeschat. Ze is er echter van overtuigd dat ze hem voorgoed van zich heeft afgestoten, hoewel ze hem nog steeds niet erg sympathiek vindt en daar dus niet bijzonder mee zit.
Wanneer Elizabeth tijdens de zomervakantie samen met de Gardiners, haar oom en tante van moederszijde, het prachtige landgoed Pemberley bezichtigt (er door de huishoudster van overtuigd dat de familie niet aanwezig is) loopt ze Darcy onverwacht weer tegen het lijf, die zich bijzonder aimabel en gastvrij gedraagt. Elizabeth is stomverbaasd maar ook bijzonder gecharmeerd van deze "nieuwe" Darcy. Ook wanneer Elizabeth slecht nieuws krijgt van het thuisfront over haar jongste zuster Lydia die er met Wickham vandoor is om te trouwen is Darcy bezorgd, vriendelijk en behulpzaam, en schiet hij Lydia en zijn aartsvijand Wickham zelfs financieel te hulp. Door zijn veranderde gedrag en haar nieuwe inzichten wordt Elizabeth alsnog verliefd op Darcy. Wanneer Darcy Elizabeth later vertelt dat zijn gevoelens voor haar nog onveranderd zijn verklaart Elizabeth hem dan ook haar liefde en trouwen de twee.
Het karakter van Darcy is complex en maakt in Austens boek een duidelijke verrijking door. Aan het begin van het verhaal wordt hij nog neergezet als een stug, arrogant en onvriendelijk mens, maar gedurende het verhaal maakt Austen duidelijk dat er een complex van oorzaken achter zijn houding schuilgaat, en krijgt de lezer (net als Elizabeth, uit wiens oogpunt het boek is geschreven) sympathie voor Darcy.

## Film- en televisievertolkingen
- Laurence Olivier in de klassieke verfilming uit 1940
- Alan Badel in de BBC-televisiebewerking uit 1958
- Ramses Shaffy in de Nederlandse televisieserie 'De vier dochters Bennet' uit 1961
- David Rintoul in de BBC-televisiebewerking uit 1980
- Colin Firth in de BBC-televisiebewerking uit 1995
- Matthew Macfadyen in de bioscoopfilm uit 2005
- Elliot Cowan in de Britse televisieserie Lost in Austen uit 2008
- Sam Riley in de parodiefilm Pride and Prejudice and Zombies uit 2016

## Trivia
Mr. Darcy heeft als voorbeeld gediend voor het personage Mark Darcy in de verfilming van de Bridget Jones-boeken (ook gespeeld door Colin Firth). Uit de boeken blijkt dat Helen Fielding dol was op de Mr. Darcy uit 'Pride and Prejudice', zo heet de uitgeverij waarvoor Bridget werkt "Pemberley Press".